# Damjan Trifković
Damjan Trifković, slovenski nogometaš, * 22. julij 1987, Slovenj Gradec.
Trifković je nekdanji profesionalni nogometaš, ki je igral na položaju vezista. V svoji karieri igral za slovenska kluba Rudar Velenje in Olimpijo ter avstrijski SV Schwanberg. Skupno je v prvi slovenski ligi odigral 356 tekem in dosegel 30 golov. Leta 2008 je odigral tri tekme za slovensko reprezentanco do 21 let.